# Lijst van voetbalinterlands Italië - Joegoslavië
Deze lijst van voetbalinterlands is een overzicht van alle officiële voetbalwedstrijden tussen de nationale teams van Italië en Joegoslavië. De landen speelden in totaal achttien keer tegen elkaar. De eerste ontmoeting, een vriendschappelijke ontmoeting, werd gespeeld in Padua op 4 november 1925. Het laatste duel, een kwalificatiewedstrijd voor het Europees kampioenschap voetbal 2004, vond plaats op 12 oktober 2002 in Napels.

## Wedstrijden
| №  | Plaats   | Datum             | Competitie           | Wedstrijd            | Uitslag |
| -- | -------- | ----------------- | -------------------- | -------------------- | ------- |
| 1  | Padova   | 4 november 1925   | Vriendschappelijk    | Italië – Joegoslavië | 2 – 1   |
| 2  | Genua    | 22 mei 1938       | Vriendschappelijk    | Italië – Joegoslavië | 4 – 0   |
| 3  | Belgrado | 4 juni 1939       | Vriendschappelijk    | Joegoslavië – Italië | 1 – 2   |
| 4  | Milaan   | 6 mei 1951        | Vriendschappelijk    | Italië – Joegoslavië | 0 – 0   |
| 5  | Turijn   | 29 mei 1955       | Vriendschappelijk    | Italië – Joegoslavië | 0 – 4   |
| 6  | Zagreb   | 12 mei 1957       | Vriendschappelijk    | Joegoslavië – Italië | 6 – 1   |
| 7  | Rome     | 8 juni 1968       | EK 1968              | Italië – Joegoslavië | 1 – 1   |
| 8  | Rome     | 10 juni 1968      | EK 1968              | Italië – Joegoslavië | 2 – 0   |
| 9  | Turijn   | 20 september 1972 | Vriendschappelijk    | Italië – Joegoslavië | 3 – 1   |
| 10 | Zagreb   | 28 september 1974 | Vriendschappelijk    | Joegoslavië – Italië | 1 – 0   |
| 11 | Rome     | 25 september 1976 | Vriendschappelijk    | Italië – Joegoslavië | 3 – 0   |
| 12 | Rome     | 18 mei 1978       | Vriendschappelijk    | Italië – Joegoslavië | 0 – 0   |
| 13 | Zagreb   | 13 juni 1979      | Vriendschappelijk    | Joegoslavië – Italië | 4 – 1   |
| 14 | Turijn   | 15 november 1980  | WK 1982 kwalificatie | Italië – Joegoslavië | 2 – 0   |
| 15 | Belgrado | 17 oktober 1981   | WK 1982 kwalificatie | Joegoslavië – Italië | 1 – 1   |
| 16 | Pisa     | 23 september 1987 | Vriendschappelijk    | Italië – Joegoslavië | 1 – 0   |
| 17 | Split    | 31 maart 1988     | Vriendschappelijk    | Joegoslavië – Italië | 1 – 1   |
| 18 | Napels   | 12 oktober 2002   | EK 2004 kwalificatie | Italië – Joegoslavië | 1 – 1   |

## Samenvatting
| Competitie        | Totaal gespeeld | Winst Italië | Gelijk | Winst Joegoslavië | Doelsaldo Italië – Joegoslavië |
| ----------------- | --------------- | ------------ | ------ | ----------------- | ------------------------------ |
| WK-kwalificatie   | 2               | 1            | 1      | 0                 | 3 − 1                          |
| EK-eindronde      | 2               | 1            | 1      | 0                 | 3 − 1                          |
| EK-kwalificatie   | 1               | 0            | 1      | 0                 | 1 − 1                          |
| Vriendschappelijk | 13              | 6            | 3      | 4                 | 18 − 19                        |
| Totaal            | 18              | 8            | 6      | 4                 | 25 − 22                        |

## Details

### Zevende ontmoeting
| Finale EK 1968 (Rome, Italië, 8 juni 1968): |       |                   |
| Italië                                      | 1 – 1 | Joegoslavië       |
| Angelo Domenghini 80'                       | goals | 32' Dragan Džajić |

### Achtste ontmoeting
| Finale EK 1968 (replay) (Rome, Italië, 10 juni 1968): |       |             |
| Italië                                                | 2 – 0 | Joegoslavië |
| Luigi Riva 12' Pietro Anastasi 31'                    | goals |             |

### Zestiende ontmoeting
| Vriendschappelijk (Pisa, Italië, 23 september 1987): |              | |
| Italië | 1 – 0        | Joegoslavië |
| Alessandro Altobelli 23' | goals        | |
| Azeglio Vicini | bondscoach   | Ivica Osim |
| Walter Zenga Giuseppe Bergomi Antonio Cabrini 46' Roberto Tricella Riccardo Ferri Salvatore Bagni 78' Roberto Donadoni 53' Fernando De Napoli Alessandro Altobelli 58' Giuseppe Giannini Gianluca Vialli | opstellingen | Mauro Ravnić Zoran Vulić Mirsad Baljić Srečko Katanec Marko Elsner Faruk Hadžibegić Dragan Stojković 75' Admir Smajić Borislav Cvetković Mehmed Baždarević 62' Semir Tuce |
| Luigi De Agostini 46' Gianfranco Matteoli 53' Roberto Mancini 58' Carlo Ancelotti 78' | wissels      | 62' Miloš Đelmaš 75' Davor Jozić |
| - Debuut van Miloš Đelmaš (FK Partizan) voor Joegoslavië. |              | |

### Zeventiende ontmoeting
| Vriendschappelijk (Split, Joegoslavië, 31 maart 1988): |              | |
| Joegoslavië | 1 – 1        | Italië |
| Dragan Jakovljević 45' | goals        | 10' Gianluca Vialli |
| Ivica Osim | bondscoach   | Azeglio Vicini |
| Vladan Radača Vujadin Stanojković 81' Srečko Katanec Zoran Vulić Branko Miljuš Ljubomir Radanović Dragan Stojković 87' Dragoljub Brnović Darko Pančev 81' Dejan Savićević Dragan Jakovljević | opstellingen | Walter Zenga Giuseppe Bergomi 53' Giovanni Francini Franco Baresi Riccardo Ferri 74' Luigi De Agostini Fernando De Napoli Roberto Mancini Roberto Donadoni Giuseppe Giannini Gianluca Vialli |
| Aljoša Asanović 81' Rade Tošić 81' Miodrag Krivokapić 87' | wissels      | 53' Paolo Maldini 74' Luca Fusi |
| - Debuut van Vujadin Stanojković (FK Vardar) en Rade Tošić (FK Sloboda) voor Joegoslavië. - Debuut van Paolo Maldini (AC Milan) en Luca Fusi (Sampdoria) voor Italië.                        |              | |

### Achttiende ontmoeting
| EK 2004 kwalificatie (Napels, Italië, 12 oktober 2002): |              | |
| Italië | 1 – 1        | Joegoslavië |
| Alessandro Del Piero 40' | goals        | 28' Predrag Mijatović |
| Giovanni Trapattoni | bondscoach   | Dejan Savićević |
| Gianluigi Buffon Christian Panucci Luciano Zauri 81' Gennaro Gattuso Fabio Cannavaro Alessandro Nesta Alessandro Del Piero Cristiano Doni 46' Filippo Inzaghi Andrea Pirlo 78' Damiano Tommasi | opstellingen | Dragoslav Jevrić Nemanja Vidić 9' Zoran Mirković Siniša Mihajlović Mladen Krstajić Ivica Dragutinović Dejan Stanković Nikola Lazetić Goran Trobok 66' Predrag Mijatović 73' Darko Kovačević |
| Vincenzo Montella 46' Massimo Ambrosini 78' Massimo Oddo 80' | wissels      | 9' Igor Duljaj 66' Mateja Kežman 73' Savo Milošević |
| Damiano Tommasi 78' | gele kaarten | 36' Nikola Lazetić 69' Goran Trobok 72' Darko Kovačević |
| - Debuut van Nemanja Vidić (Rode Ster Belgrado) voor Joegoslavië. |              | |